# Реєстр Війська Запорозького (1649)

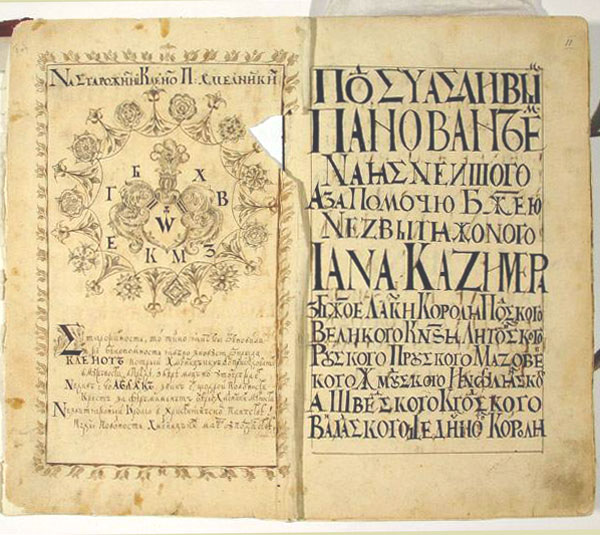
Титульний аркуш реєстру 1649 року

Реєстр Війська Запорозького 1649 р — королівський реєстр Війська Запорозького, складений в часи Хмельниччини, після укладання Зборівського миру між урядовими військами Речі Посполитої та українськими козаками. Пам'ятка історії України середини XVII століття, важливе джерело з історії і козацтва зокрема. Охоплює понад 40 000 козаків, записаних у 18 полків.

## Короткі відомості
Реєстр мала підготувати гетьманська адміністрація території, де дозволялося жити козакам (Київського, Брацлавського і Чернігівського воєводств). Його зміст було визначено на старшинській раді під Каневом. Полковники після ради роз'їхалися по своїх полках для складання реєстрів. Оскільки бажаючих записатися козаками виявилося багато, старшина записувала насамперед тих козаків, «хто служат старо», «лучщих людей», причому робилося це не без певного прибутку для себе. З практики складання реєстру 1651 р. відомо, що з людей, яких до нього записували, брали золотих червоних «по 30 и по 40 и больши. Хто ково больши мог дать, тою и в рейстр писал, для того что нихто в холопстве быть попрежнему не хотел». Уряд Речі Посполитої, як це випливає з листа короля Яна II Казимира до Богдана Хмельницького від 12 листопада 1649 р., сподівався, що складання Реєстру допоможе ліквідувати «юрби своєвільних людей», які виступали проти повернення шляхти.
Основну масу козацтва записали до шести реєстрових полків, що існували напередодні Визвольної війни:
- Білоцерківський полк: 2990 козаків;
- Канівський полк: 3167 козаків;
- Корсунський полк: 3472 козаків;
- Переяславський полк: 2982 козаків;
- Черкаський полк: 2996 козаків;
- Чигиринський полк: 3222 козаків.

Разом із 1992 козаками Кропивнянського полку, що був створений на території Переяславського полку, то в цих полках було вписано до Реєстру 20 821 козака, тобто більше половини усіх реєстровців. Вони мешкали на півдні Київського воєводства. Решта козаків припадали на Уманський, Брацлавський, Кальницький, Київський, Миргородський, Полтавський, Прилуцький, Ніжинський, Чернігівський полки. Найменше їх вписано до Ніжинського і Чернігівського полків — відповідно 991 та 997 чоловік.
Єдиної інструкції і зразка для складання Реєстру не було. В одних полках всі сотні записано за ім'ям сотника (наприклад, Сотня Шубцева, Петрашкова тощо), в інших вони подані чи то за ім'ям сотника, чи то за назвою сотенного центру (Канівський, Корсунський, Переяславський полки). У деяких полках всі сотні подано за назвою сотенного центру (Чигиринський, Уманський та ін.). У Брацлавському полку в кожній сотні записано козаків за місцевостями. Виняток становить Білоцерківський полк, де Реєстр був не за сотнями — лише за місцевостями.
У кожному полку складалися свої реєстри не певну кількість козаків, яка, можливо, була встановлена раніше. Підготовлені на місцях реєстри надсилалися до полкового центру, а звідти до гетьманської резиденції в Чигирині. Зведення полкових списків у єдиний реєстр провадилося в Чигирині у військовій канцелярії. Тут кваліфікованим писарям та підпискам доручалося оформлення Реєстру. Таких книг, напевно, було декілька, бо один примірник мав зберігатись у Варшаві, а інші — в Україні. До наших часів дійшла лише та, яку відвезли до Варшави. В листі до короля від 10 березня 1650 р. Богдан Хмельницький, зокрема, писав:

| Посилаємо Вашій Королівській Милості військові реєстри з проханням, щоб, коли за обліком у Зборївських пунктах буде більше людей, тоді Ваша Королівська Милість, як наш милостивий пан, зболь зі своєї ласки на це не звертати уваги, бо і так у підрахувати війська ми мали великі труднощі. |
| |

Реєстр не був затверджений сеймом Речі Посполитої.
Реєстр Війська Запорозького 1649 року зберігається в РДАДА у зібранні рукописів Ф. Ф. Мазуріна (ф. 196, оп. 1, их пспр. 1691) у вигляді рукописної книги, формат якої 312 X 192 мм. На останньому аркуші Реєстр скріплений підписами Богдана Хмельницького й Івана Виговського, та печаткою Війська Запорозького.